# Gregor Gysi
Gregor Gysi (* 16. ledna 1948 Berlín) je německý politik.
Pochází z rodiny se švýcarskými a židovskými kořeny, jeho otec Klaus Gysi byl východoněmeckým ministrem kultury.
V roce 1970 vystudoval právnickou fakultu Humboldtovy univerzity a v roce 1976 získal doktorát. Pracoval jako advokát, obhajoval také východoněmecké disidenty.
V roce 1967 vstoupil do Sjednocené socialistické strany Německa. Patřil k reformnímu křídlu strany a podporoval dialog s opozicí. V důsledku občanských protestů se 1. prosince 1989 Sjednocená socialistická strana Německa zřekla mocenského monopolu, 3. prosince rezignoval její šéf Egon Krenz a 9. prosince byl do čela strany zvolen Gregor Gysi. Pod jeho vedením se strana přejmenovala na Stranu demokratického socialismu. Gysi byl jejím předsedou do roku 1993, kdy ho nahradil Lothar Bisky. Je poslancem Bundestagu za stranu Die Linke, která vznikla v roce 2007 spojením Strany demokratického socialismu a Arbeit & soziale Gerechtigkeit - Die Wahlalternative, do roku 2015 byl lídrem její parlamentní frakce. V roce 2016 se stal předsedou Strany evropské levice.
V roce 2008 oznámila federální komisařka pro dokumentaci Marianne Birthlerová, že Gysi byl spolupracovníkem Stasi. Gysi obvinění odmítl.